# گشنیزجان
گشنیزجان، روستایی از توابع بخش مرکزی شهرستان چادگان در استان اصفهان ایران است.

## جمعیت
این روستا در دهستان کبوترسرخ قرار دارد و بر اساس سرشماری مرکز آمار ایران در سال ۱۳۸۵، جمعیت آن ۲٬۲۹۹ نفر (۵۴۰خانوار) بوده‌است.